# Șneakivka, Nijîn
Șneakivka (în ucraineană Шняківка) este o comună în raionul Nijîn, regiunea Cernihiv, Ucraina, formată numai din satul de reședință.

## Demografie
Componența lingvistică a comunei Șneakivka
     Ucraineană (98,62%)
     Rusă (1,38%)
Conform recensământului din 2001, majoritatea populației comunei Șneakivka era vorbitoare de ucraineană (98,62%), existând în minoritate și vorbitori de rusă (1,38%).